# Jesús Choya Ruiz
Jesús Choya Ruiz (Sevilla, 9 d'abril de 1963) és un exfutbolista andalús, que jugava en la posició de migcampista.

## Trajectòria
Sorgeix del planter del Sevilla FC, i després d'uns mesos a la UE Figueres, el 1985 hi debuta amb el primer equip sevillista a la màxima categoria. Eixa temporada, la 85/86, hi juga sis partits, però a partir de l'any següent es fa amb la titularitat, sumant 37 partits i 3 gols. A l'any següent, la 87/88 hi disputaria 32 partits.
A partir de 1988 la seua aportació va minvant fins a romandre inèdit a la temporada 90/91, el seu darrer any al Sevilla. En total, hi va jugar 97 partits a primera divisió i va marcar cinc gols.